# Helleboreae
Helleboreae, tribus žabnjakovki, dio potporodice Ranunculoideae. Tipični je rod kukurijek, Helleborus,  sa 14 vrsta (15 po Kewu) ljekovitih, ali i otrovnih trajnica, raširenih najviše po Sredozemlju, ali i po Aziji.

## Rodovi
1. Caltha L. (15 spp.)
2. Adonis L. (35 spp.)
3. Trollius L. (39 spp.)
4. Callianthemum C. A. Mey. (14 spp.)
5. Calathodes Hook. f. & Thomson (5 spp.)
6. Helleborus L. (14 spp.)
7. Asteropyrum J. R. Drumm. & Hutch. (2 spp.)
8. Beesia Balf. f. & W. Sm. (2 spp.)
9. Anemonopsis Siebold & Zucc. (1 sp.)
10. Eranthis Salisb. (12 spp.)
11. Actaea L. (28 spp.)